# Leva (mecánica)

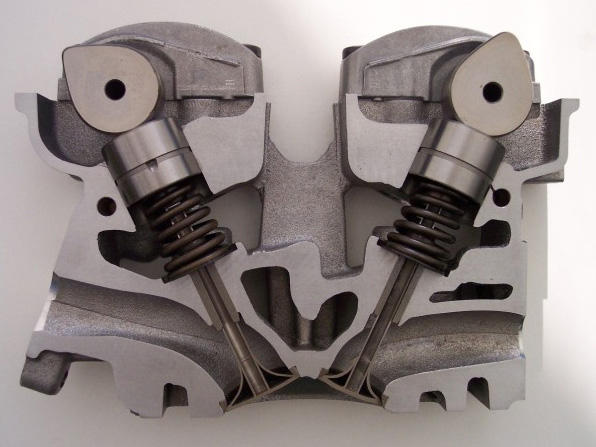
Árbol de levas en un motor.

Movimiento de una leva.

La leva es un tipo de mecanismo que permite transformar un movimiento circular a un movimiento rectilíneo mediante el contacto directo a un seguidor.
Una leva está sujeto a un eje por un punto que no es su centro geométrico, sino un alzado de centro.  En la mayoría de los casos es de forma ovoide. El giro del eje hace que el perfil o contorno de la leva toque, mueva, empuje o conecte con una pieza conocida como seguidor. Existen dos tipos de seguidores: de traslación y de rotación. 
La unión de una leva se conoce como unión de punto en caso de un plano o unión de línea en caso del espacio.
Algunas levas tienen dientes que aumentan el contacto con el seguidor.
La forma de una leva depende del tipo de movimiento que se desea que imprima en el seguidor. Ejemplos: árbol de levas del motor de combustión interna, programador de lavadoras, etc.
Las levas se pueden clasificar en función de su naturaleza. Hay levas de revolución, de traslación, desmodrómicas (las que realizan una acción de doble efecto), etc.
La máquina que se usa para fabricar levas se llama generadora.

## Diseño cinemático de la leva
La leva y el seguidor realizan un movimiento cíclico (0 grados).
Durante un ciclo de movimiento el seguidor se encuentra en una de tres fases. Cada fase dispone de otros cuatro sinusoidales que en el coseno de "fi" se admiten como levas espectatrices. Sirve muchas veces para los motores de los coches o bicicletas.

## Ley fundamental del diseño de levas
Las ecuaciones que definen el contorno de la leva y por lo tanto el movimiento del seguidor deben cumplir los siguientes requisitos, lo que es llamado la ley fundamental del diseño de levas:
- La ecuación de posición del seguidor debe ser continua durante todo el ciclo.
- La primera y segunda derivadas de la ecuación de posición (velocidad y aceleración) deben ser continuas.
- La tercera derivada de la ecuación (sobreaceleración o jerk) no necesariamente debe ser continua, pero sus discontinuidades deben ser finitas.

Las condiciones anteriores deben cumplirse para evitar choques o agitaciones innecesarias del seguidor y la leva, lo cual sería perjudicial para la estructura y el sistema en general.

## Diagramas SVAJ
Son gráficas que muestran la posición, velocidad, aceleración y sobreaceleración del seguidor en un ciclo de rotación de la leva. Se utilizan para comprobar que el diseño propuesto cumple con la ley fundamental del diseño de levas.

## Software para diseño de levas
Actualmente, existe un software desarrollado por Robert L. Norton llamado Dynacam, que de acuerdo a los datos de subida, detenimiento y bajada permite seleccionar las ecuaciones de movimiento y hace el dibujo de la leva junto a los diagramas SVAJ, además de calcular las fuerzas dinámicas que actúan sobre la leva.